# ویر (تاجیکستان)
ویر جماعت و شهرکی در جنوب شرقی کشور تاجیکستان است که در ناحیهٔ شغنان ولایت مختار کوهستان بدخشان قرار دارد. جمعیت این جماعت ۴۶۹۰ است.